# Rubus ursinus cv. Young
Youngberry, Yongberi o Zarza de Young es un híbrido entre la zarzamora y la zarza pajarera, ambos miembros del genus Rubus de la familia de las rosas.

## Historia
Su origen es del occidente de los Estados Unidos y fueron hibridados por Byrnes M. Young, un comerciante de Morgan City (Louisiana). Don Young adoraba la ciencia y las plantas y mantuvo correspondencia constante con Luther Burbank. 
Aunque no tuvo ningún éxito ni con las loganas ni con las zarzas fenomenales, pudo cruzar la zarza fenomenal con la mejor adaptada zarza pajarera de Austin-Mayes para producir la youngberry en 1905, la cual fue comercializado en 1926. Ahora en día la zarza no se cultiva en los EE. UU. pero sí se cría en Australia, Nueva Zelanda y en Sudáfrica y es un padre del muy popular olallieberry y un abuelo de la marionberry.

## Bayas
Las bayas de la planta son comestibles y se pueden usar para producir mermeladas, conservas o jaleas.